# 聖書の権威に関する宣言
聖書の権威に関する宣言（せいしょのけんいにかんするせんげん）は、日本プロテスタント聖書信仰同盟 (JPC) が1987年2月5日に出した聖書の権威に関する宣言。
日本プロテスタント聖書信仰同盟、日本福音同盟は聖書を誤りない神のことばと信じる十全霊感の立場に立っており、聖書の無誤性は福音派の根幹にかかわる問題であった。そのため、これについて激しい議論がなされた。
フラー神学校の中に聖書無謬説と聖書無誤説を分け、聖書の全的無誤性を否定する立場があらわれたため、聖書の無誤性に関するシカゴ声明が出されたこと。また、日本ナザレン教団の指導者が、ジェームズ・バーの『ファンダメンタリズム-その聖書解釈と教理』を訳したことが福音派で問題となったことから論争が起こったのである。日本福音同盟は「偏見に基づいた福音派攻撃の本」がナザレン教団の指導者によって翻訳、出版されたことは重いとしている。
全的無誤性は、歴史や科学を含めた全領域において聖書に誤りがないとする立場であり、無誤と無謬を分けて無謬のみ認める立場は、聖書は救いについては誤りがないが、歴史や科学の領域には誤りがあり得るとする。
この聖書論論争を経て、1987年にはJPCの総会においてこの宣言が発表され、全的無誤性が福音派の合意として確認された。
内田和彦はこの宣言が、「日本の保守的プロテスタントの聖書観の優れた要約となった。」と述べている。